# Constituição da República da Polônia
A Constituição da República da Polônia de 2 de abril de 1997 é a atual constituição da Polônia. Este texto substituiu emendas temporárias instituídas em 1992, concebidas para anular os efeitos do sistema comunista, estabelecendo a nação como um "estado democrático regido pela lei e implementando os princípios da justiça social". Foi adotada pela Assembléia Nacional e aprovada por um referendum nacional em 25 de maio de 1997, entrando em vigor em 17 de outubro de 1997.